# Taradajki
Taradajki – dzielnica mieszkaniowa w południowo-wschodnich Siedlcach, leżąca pomiędzy ul. Składową, ul. Targową, ul. Radzyńską, ul. Rakowiecką i ul. Grabianowską. Graniczy z południową granicą miasta, jej główną ulicą jest ul. Łukowska. 
Dzielnica składa się głównie z osiedli domów jednorodzinnych wolnostojących. Znajduje się tu też kilka sklepów spożywczych oraz przedszkoli. 

## Historia
Nazwa dzielnicy jest onomatopeją związaną z dźwiękiem wydawanych dawniej przez żelazne koła zjeżdżających wozów po bruku ze stromego wzniesienia na ul. Łukowskiej prowadzącej do centrum miasta. 
W latach 60. XX w. ul. Łukowska uzyskała nawierzchnię asfaltową. Około 2008 r. wykonano na niej kilkunastometrowy nasyp zmniejszający stromość wzniesienia.